# Lophoura bouvieri
Lophoura bouvieri är en kräftdjursart som först beskrevs av Quidor 1912.  Lophoura bouvieri ingår i släktet Lophoura och familjen Sphyriidae. Inga underarter finns listade i Catalogue of Life.